# Аавик, Юхан
Юхан А́авик (эст. Juhan Aavik; 29 января 1884, Хольстре, Лифляндская губерния, Российская империя (ныне уезд Вильяндимаа, Эстония) — 26 ноября 1982, Стокгольм) — эстонский композитор, дирижёр, музыкальный педагог.

## Биография
Родился в семье Андреса Аавика — школьного учителя, который также был руководителем хора и духового оркестра. Именно в коллективе отца Юхан приобрёл первые музыкально-исполнительские навыки. В Пайсту он обучался в школе, а также брал уроки игры на фортепиано у Фридриха Августа Зебельмана. Окончил Петербургскую консерваторию в 1907 году по классу трубы у Василия Вурма, а в 1911 году — по классу музыкальной теории и композиции у Анатолия Лядова, Николая Соловьёва, Язепа Витолса и Александра Глазунова.
С 1911 по 1925 год Аавик жил в Тарту, Эстония. Здесь он работал дирижёром. С 1911 по 1915 год он был музыкальным руководителем в «Ванемуйне» и был одним из основателей Тартуской музыкальной школы «Тарту Кыргем», директором которой он был с 1919 по 1925 год. В 1925 году он отправился в Таллинн, где стал одной из ведущих фигур в музыкальной жизни. С 1925 преподавал в Таллинской консерватории, а в 1928 году стал профессором.
Работал симфоническим и хоровым дирижёром в Тарту (1911—1925) и Таллине (1923—1944). В 1925—1938 годах — главный дирижёр Эстонской оперы. Главный дирижёр эстонских певческих праздников в 1928, 1933, 1938 годах.
С 1928 года — профессор, в 1933—1940 годах — директор Таллинской консерватории. Был смещён после аннексии Эстонии Советским Союзом, затем в 1941—1944 годах вновь руководил консерваторией, осуществив выпуск студентов даже в апреле 1944 года, через месяц после того, как здание консерватории было уничтожено советской авиабомбой. После этого эмигрировал в Швецию, где издал «Историю эстонской музыки» (эст. «Eesti musika ajalugu») в четырёх томах (1965—1969). Среди его учеников был Вардо Холм (1911—2001) 

## Произведения
- Эстонская рапсодия для оркестра (1929)
- Циклы фортепианных пьес: «Воспоминания о Поркуни» (1930), «Воспоминания о юных годах» (1936, 1939)
- Концерт для фортепиано с оркестром (1943)
- Концерт для скрипки с оркестром (1945)
- Симфония № 1 (1946)
- Симфония № 2 (1948)
- Концерт для виолончели и оркестра (1949)
- Концерт для контрабаса и оркестра (1950)
- Соната для органа (1951)
- Соната для скрипки и фортепиано (1952)
- Фортепианное трио (1957)